# Bartenheim
Bartenheim je občina v departmaju Haut-Rhin francoske regije Alzacija.
Leta 2008 je v občini živelo 3.531 oseb oz. 275 oseb/km².